# Exerodonta catracha
Espèce
Synonymes
- Hyla catracha Porras & Wilson, 1987

Statut de conservation UICN

 NT  : Quasi menacé
Exerodonta catracha est une espèce d'amphibiens de la famille des Hylidae.

## Répartition
Cette espèce est endémique du Honduras. Elle se rencontre entre 1 800 et 2 160 m d'altitude dans la cordillère d'Opalaca, la sierra de Montecillos et la Montaña La Sierra,.

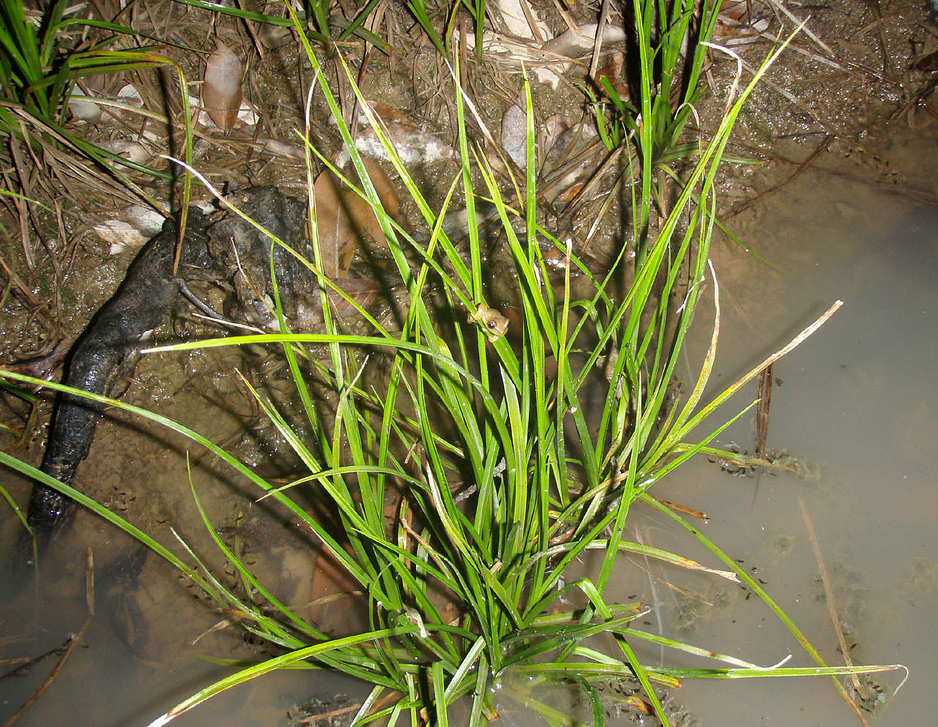
Exerodonta catracha

## Publication originale
- Porras & Wilson, 1987 : A New Species of Hyla from the Highlands of Honduras and El Salvador. Copeia, vol. 1987, no 2, p. 478-482.